# جانوش دزیویور
جانوش دزیویور (لهستانی: Janusz Dziwior؛ زادهٔ ۱۹ سپتامبر ۱۹۷۴) بازیکن فوتبال اهل لهستان است.
از باشگاه‌هایی که در آن بازی کرده‌است می‌توان به باشگاه فوتبال اوردینگن ۰۵، باشگاه فوتبال آینتراخت برانشوایگ، باشگاه فوتبال کلن، و باشگاه فوتبال فورتونا دوسلدورف اشاره کرد.